# Aphonomorphus obliquus
Aphonomorphus obliquus is een rechtvleugelig insect uit de familie krekels (Gryllidae). De wetenschappelijke naam van deze soort is voor het eerst geldig gepubliceerd in 1916 door Bruner.